# حقیقت یا عواقب، ان.ام. (فیلم)
«حقیقت یا عواقب، ان.ام.» (انگلیسی: Truth or Consequences, N.M. (film)) فیلمی در ژانر نئو نوآر به کارگردانی کیفر ساترلند است که در سال ۱۹۹۷ منتشر شد.

## بازیگران
- وینسنت گالو
- میکلتی ویلیامسون
- کوین پولاک
- راد استایگر
- کیفر ساترلند
- کیم دیکنز
- جیمز دانیل
- ریک روسویچ
- جان کریستوفر مک‌گینلی
- مارتین شین
- مارشال بل